# 劇団カルミア
劇団カルミア（げきだんカルミア）は、山形県を活動拠点とする日本の劇団。
山形県立山形西高等学校の卒業生4人を中心として、2019年に結成された。
旗揚げ公演は、2021年5月にネット配信の形で実施された。
2022年度は公演を行わずSNSで、演劇について知って貰う為の「カルミア日誌2022」の取り組みを行っている。
2023年3月現在、団員は「どん★」「しゅく」「くま」「しろ」「るとは」の5名で活動している。